# Albert Wyckmans
Albert Wyckmans (* 12. September 1897 in Antwerpen; † 20. Juni 1995 in Merksem) war ein belgischer Radrennfahrer.

## Sportliche Laufbahn
Wyckmans hatte seinen größten sportlichen Erfolg bei den Olympischen Sommerspielen 1920 in Antwerpen, als er mit dem belgischen Team mit Albert De Bunné, Jean Janssens und André Vercruysse die Bronzemedaille in der Mannschaftswertung gewann. Im olympischen Einzelzeitfahren belegte er beim Sieg von Harry Stenquist den 23. Rang.